# HD20961
HD20961 є хімічно пекулярною зорею спектрального класу
A0 й має видиму зоряну величину в смузі V приблизно  7,6.

## Пекулярний хімічний вміст
Зоряна атмосфера GSC3316-1050 має підвищений вміст 
Fe
.